# Karaikkudi
Karaikkudi es una ciudad y municipio situada en el distrito de Sivaganga en el estado de Tamil Nadu (India). Su población es de 106714 habitantes (2011), y 181851 habitantes incluyendo su área metropolitana. Se encuentra a 46 km de Sivaganga y a 84 km de Madurai.

## Demografía
Según el censo de 2011 la población de Karaikkudi era de 106714 habitantes, de los cuales 53348 eran hombres y 53366 eran mujeres. Karaikkudi tiene una tasa media de alfabetización del 80,49%, superior a la media estatal del 80,09%: la alfabetización masculina es del 94,71%, y la alfabetización femenina del 86,29%.